# 크리스티나 클리브

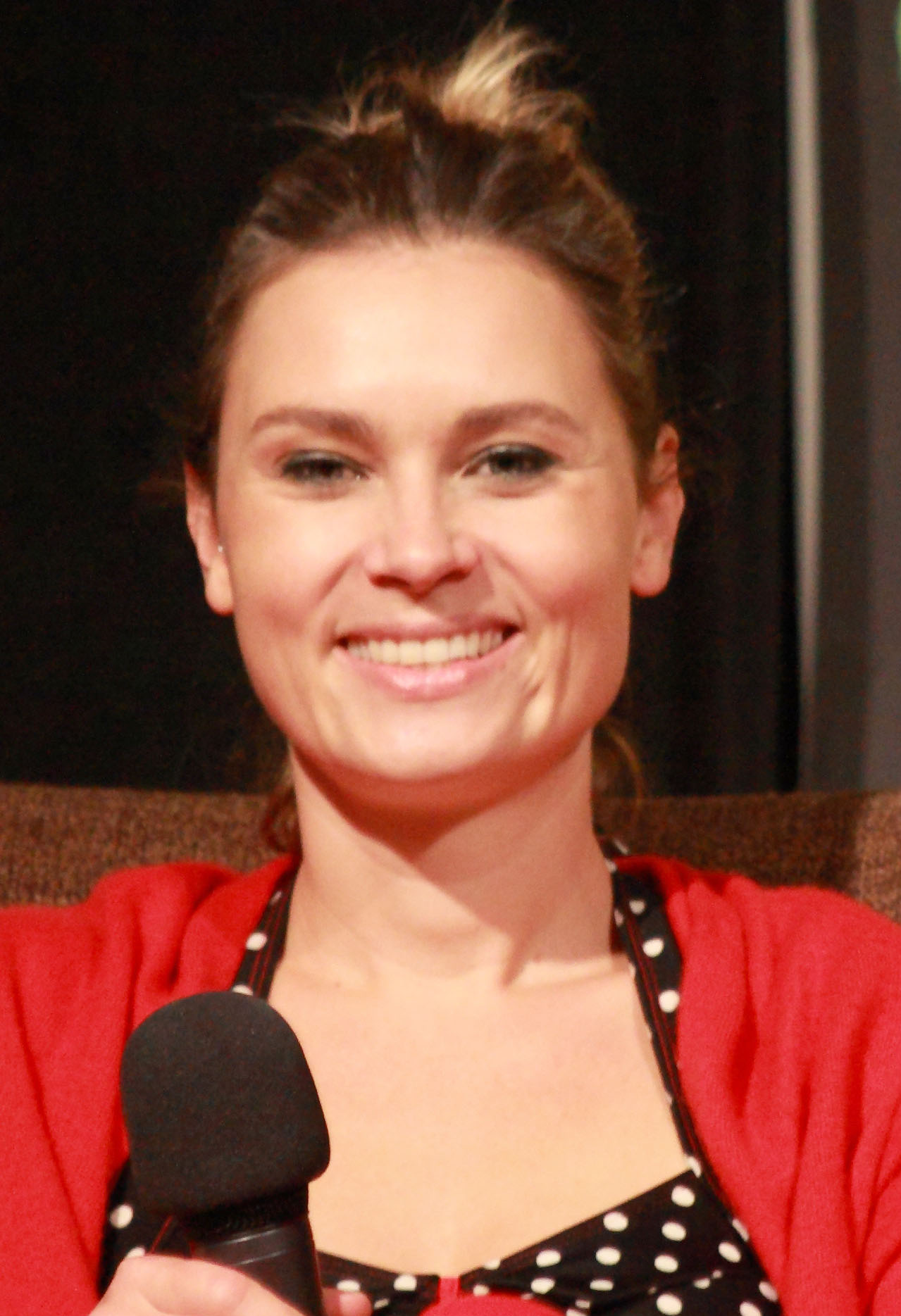

크리스티나 클리브(영어: Kristina Klebe, 1979년 6월 18일 ~ )는 미국의 배우이다.
뉴욕에서 태어났다.

## 방송
- 레스큐 미 시즌2

## 영화
- 헬보이 (2019년) - 레니 리펜슈탈 역
- 돈 킬 잇: 악마사냥꾼 (2017년)
- 디멘시아 (2015년)
- 프리폴게이트 (2014년)
- 카프카의 굴 (2014년)
- 님프, 피의 요정 (2014년)
- 애드버킷 (2013년)
- 프록시 (2013년)
- 벨라 키스 (2013년) - 줄리아 역
- 에즈 휴먼 에즈 애니멀 (2012년)
- 알터 에고스 (2012년)
- 식스 먼스 룰 (2011년)
- 칠러라마 (2011년) - 에바 브라운 역
- 베그 (2011년)
- 익스케이프 오브 더 리빙 데드 (2009년)
- 피터 앤 반디 (2009년)
- 좀비습격 (2009년) - 미나 밀리어스 요원 역
- 와일드 어바웃 해리 (2009년)
- 퍼블릭 인터레스트 (2008년)
- 뉴욕은 언제나 사랑 중 (2008년)
- 할로윈: 살인마의 탄생 (2007년) - 린다 역
- 내가 찍은 그녀는 최고의 슈퍼스타 (2006년)
- 레스큐 미 시즌1 (2004년)
- 그녀는 날 싫어해 (2004년)